# Františkánský klášter (Bratislava)
Františkánský klášter s kostelem Zvěstování Páně v Bratislavě je historická budova konventu menších bratří františkánů. Původně gotický soubor sakrálních staveb byl později slohově upravován. v bratislavské městské části Staré Město. Budova kláštera zaujímá velkou část severovýchodní strany Františkánského náměstí v centru Bratislavy.
S přilehlým klášterním kostelem tvoří soubor budov historicky nejstarší dodnes dochovanou sakrální stavbou v hlavním městě Slovenska. Kromě své architektury si pozornost zasluhuje i jako místo, ke kterému se váže několik významných historických událostí. U jižní zdi se ke stavbě kostela přimyká komplex dvoupatrových budov františkánského kláštera, obklopujících vnitřní dvůr čtvercového půdorysu. 

## Historie

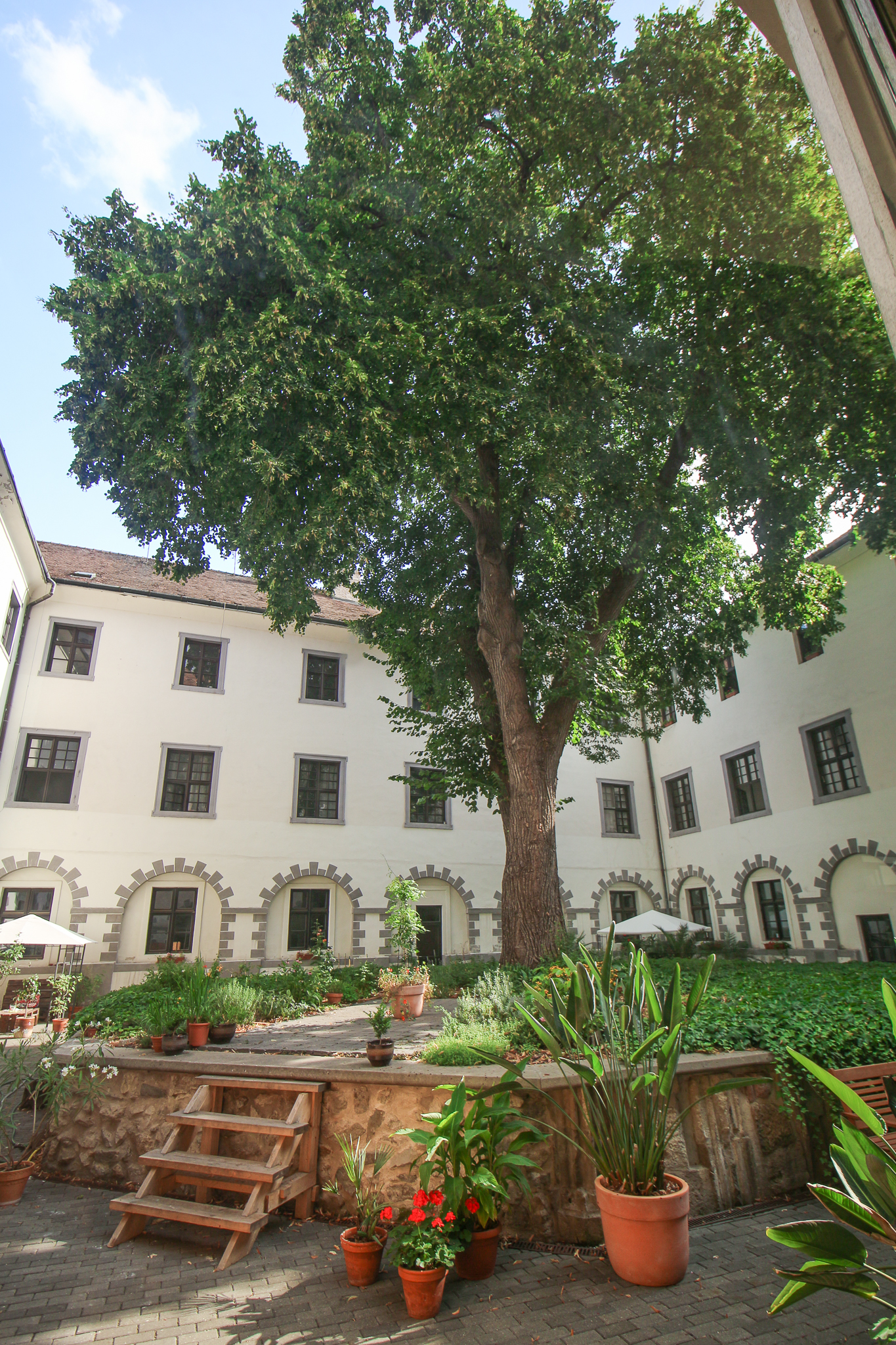
Rajský dvůr kláštera se vzrostlým stromem.

Stavební dějiny kláštera s přilehlým kostelem začaly v hlubokém středověku. První ze staveb v dnešního komplexu byla budova kláštera. V roce 1209 papež Inocenc III. schválil regule nového církevního řádu - františkánů. Následovníci svatého Františka velmi rychle rozšiřovali svou působnost v mnoha zemích tehdejší Evropy, Uhersko nevyjímaje. Už zanedlouho po založení řádu se jeho příslušníci usadili v Trnavě, Nitře, Košicích i Prešpurku. Na severním okraji tehdejšího města kolem roku 1220 začali s výstavbou klášterní budovy. Stavba se protáhla až do konce 13. století, kdy byla zahájena také výstavba klášterního kostela.
Za zakladatele kostela je považován uherský král Ladislav IV., který ho přikázal postavit na památku vítězství nad českým králem Přemyslem Otakarem II. v bitvě na Moravském poli v roce 1278. Kostel se začal stavět v románsko-gotickém slohu a byl vysvěcen s velkou slávou 24. března 1297 v přítomnosti Ladislavova nástupce Ondřeje III., ostřihomského arcibiskupa a širokého zástupu prešpurských obyvatel. 
V roce 1439 se začal stavět nový gotický klášter s křížovou chodbou kolem čtyřhranného rajského dvora. Při klášterní budově byla zbudována také nemocnice. 
V letech 1580 a 1586 město zasáhlo několik zemětřesení, která kromě dalších budov poškodila také františkánský klášter i kostel, v jehož lodi se dokonce zřítila klenba. Trvalo přes třicet let, než byl kostel zastřešen novou, již renesanční klenbou. V takové podobě vydržela následující století, než ji nahradila současná, barokní. 
Dvoupatrová stavba kláštera v současném klasicistním slohu je výsledkem přestavby z roku 1860. Svým průčelím se doširoka otevírá do jižní části Františkánského náměstí. Původní klášter ze 13. století byl postupně rozšiřován přístavbami.  
Původně obdélníkový tvar zahrady s výměrou 1870 m² byl zmenšen téměř o šestinu, protože mniši v zájmu rozšíření přístupové cesty uvolnili městu 96 čtverečních sáhů své zahrady. V roce 1708 zavedli vodovod do klášterních objektů a do velké zahrady, kde byla fontána, a také do vnitřní zahrady - rajského dvora. J. M. Korabinský ve svém díle uvádí, že rajskému dvoru františkánského kláštera dominuje asi 180 let stará lípa. Na východním křídle kláštera jsou sluneční hodiny s Davidem hrajícím na harfu. Existenci studny v tomto prostoru potvrdil i archeologický průzkum. Matej Bel v roce 1735 mezi výhody františkánského kláštera počítá nevyčerpatelnou studnu, a to pro zdravou vodu, pravděpodobně nejlepší v celém městě. " 
Součástí kláštera byla zahrada obdélníkového tvaru, která ve své největší výměře zabírala plochu 1870 m². V roce 1708 byla obohacena fontánou, kterou zásoboval nově vybudovaný vodovod. Historik a kartograf Ján Matej Korabinský se ve svém díle geographische-historisches und Produkten Lexikon von Ungarn z roku 1786 o zahradě zmiňuje když uvádí, že "... františkánská zahrada má překrásnou úpravu a je v ní fontána s výbornou horskou vodou." Její existence neušla ani Mateji Belovi, který ve svých notitas v roce 1735 poznamenává, že zahrada františkánského kláštera má "...nevyčerpatelnou studnu a fontány se stále tekoucí vodou, pravděpodobně nejlepší ve městě, přiváděnou podzemním vodovodem..." Existenci studny potvrdil i archeologický průzkum. 